# Briefkastenbank
Briefkastenbank (auch Bank-Mantelgesellschaft oder Offshore-Bank; englisch Shell bank) ist die Bezeichnung für Kreditinstitute, die in ihrem Sitzland zwar eine Banklizenz besitzen, dort aber keinen Geschäftsbetrieb ausüben und keinem Finanzdienstleistungskonzern angehören, der einer wirksamen Bankenaufsicht unterliegt. Nicht zu den Briefkastenbanken gehören mithin die regulierten Tochtergesellschaften (englisch regulated affiliates) einer beaufsichtigten Bank. Pendant bei den Nichtbanken sind die Briefkastengesellschaften.

## Allgemeines
Briefkastenbanken sind ein Teil des Schattenbanksystems und dadurch gekennzeichnet, dass sie ihren Rechtssitz an Offshore-Finanzplätzen unterhalten. Dazu muss die Rechtsordnung eines Offshore-Staates durch liberales oder nicht vorhandenes Bankrecht die Möglichkeit eröffnen, Bankgründungen mit geringem Eigenkapital zuzulassen, Bankgeschäfte ohne Nachweis von Geschäftsräumen, ohne tatsächlich ausgeübte Geschäftsführung und ohne angemessene Geschäftstätigkeit oder Kommunikationsmittel zu gestatten. Bankenaufsichtsrechtlich ist keine oder eine zu gering angesetzte Überwachung vorhanden, die Einhaltung von Geldwäschegesetzen wird ebenfalls nicht oder unzureichend überprüft. In diesem rechtlichen Umfeld können Briefkastenbanken existieren. Wegen mangelnder Geschäftstätigkeit begnügen sie sich mit einem Postfach oder Briefkasten, woher ihre Bezeichnung stammt. Eingehende Post wird durch Agenten oder Strohmänner an reguläre Banken zwecks Bearbeitung weitergeleitet.

## Funktion
Den Briefkastenbanken kommt die Aufgabe zu, Kundengelder zu parken oder mittels Geldwäsche durchzuschleusen oder Gewinne aus illegalen Geschäften oder Steuerhinterziehung in Empfang zu nehmen und anzulegen. Typisch für Briefkastenbanken ist bei Transaktionen die Nutzung von Durchlaufkonten (englisch payable through accounts). Das besondere Risiko dieser Kontoart liegt darin, dass ein Kunde über derartige Konten wie über ein eigenes Konto verfügen darf und Zahlungen an oder für Rechnung dieser Kunden dadurch von den an der Zahlungskette Beteiligten nicht richtig zugeordnet werden können und deshalb anonym bleiben. Mangels eigener Geschäftstätigkeit erfolgt die Verbuchung und Verwaltung weltweit durch reguläre Banken. Da Briefkastenbanken unterkapitalisiert sind, ist ihre Leverage Ratio relativ hoch, was die systemischen Risiken einer Bankenpleite erhöht. Gläubiger dieser Banken sind deshalb höheren Risiken ausgesetzt, zumal eine Einlagensicherung nicht vorhanden ist.

## Rechtsfragen
Da eine Briefkastenbank keinem regulierten Finanzkonzern angegliedert ist, ist die Zulassungsbehörde allein für ihre Beaufsichtigung zuständig. Wenn aber wesentliche Teile der tatsächlichen Geschäftsleitung (englisch mind and management) in einem anderen Land liegen, ist die Aufsichtsbehörde nicht in der Lage, die Bank nach den Grundsätzen für eine wirksame Bankenaufsicht zu überwachen. Nach der Legaldefinition in Art. 3 Nr. 10 Richtlinie 2005/60/EG 26. Oktober 2005 zur Verhinderung der Nutzung des Finanzsystems zum Zwecke der Geldwäsche und der Terrorismusfinanzierung handelt es sich bei einer Briefkastenbank (EU-rechtlich „Bank-Mantelgesellschaft“ genannt) um ein Kreditinstitut „oder ein gleichwertige Tätigkeiten ausübendes Institut, das in einem Land gegründet wurde, in dem es nicht physisch präsent ist, sodass eine echte Leitung und Verwaltung stattfinden könnten, und das keiner regulierten Finanzgruppe angeschlossen ist“. Unter „physischer Präsenz“ versteht das Gesetz die Unterhaltung von Geschäftsräumen und deren angemessene Ausstattung mit Personal und Büromaterial. Durch Art. 17 Nr. 1 Richtlinie 2007/64/EG vom November 2007 wird verlangt, dass bei der Erbringung von Zahlungsdiensten über einen Agenten den zuständigen Behörden die Identitätsfeststellung des Agenten, die Kontrollmechanismen und die Geschäftsleitung zu melden sind. Die FATF fordert, Briefkastenbanken nicht zuzulassen und nicht mit Banken zusammenzuarbeiten, die mit Briefkastenbanken in Beziehung stehen.
In Deutschland haben Kreditinstitute bei der Auswahl ihrer Korrespondenzbanken besondere Sorgfaltspflichten zu beachten, damit sie nicht mit „Bank-Mantelgesellschaften“ zusammenarbeiten. Nach § 25k KWG müssen sie ausreichende, öffentlich verfügbare Informationen über das Korrespondenzinstitut und seine Geschäfts- und Leitungsstruktur einholen, um sowohl vor als auch während einer solchen Geschäftsbeziehung die Art der Geschäftstätigkeit des Korrespondenzinstituts in vollem Umfang verstehen und seinen Ruf und seine Kontrollen zur Bekämpfung der Geldwäsche und der Terrorismusfinanzierung sowie die Qualität der Bankenaufsicht bewerten zu können. Außerdem ist sicherzustellen, dass sie keine Geschäftsbeziehung mit einem Kreditinstitut begründen oder fortsetzen, von dem bekannt ist, dass seine Konten von einer Briefkastenbank genutzt werden, und sicherzustellen, dass das Korrespondenzinstitut keine Transaktionen über Durchlaufkonten zulässt. In § 25m KWG sind verbotene Geschäfte aufgeführt, die im Zusammenhang mit Briefkastenbanken stehen, insbesondere die Errichtung oder Fortführung von Konten auf den Namen von Briefkastenbanken. Da diese Bestimmungen auf obiger EU-Richtlinie beruhen, gelten sie in allen EU-Mitgliedstaaten.

## Geschichte und Bedeutung
Es lassen sich vier Zentren des offshore banking lokalisieren. Dazu gehören die karibische und mittelamerikanische Region, europäische Kontinent-Enklaven (Andorra, Monaco oder San Marino) und Inseln mit Sonderstatus (Guernsey, Jersey oder Isle of Man), bestimmte Staaten am Persischen Golf (Bahrain oder Dubai) sowie Hongkong, Singapur und Nauru. Die USA erlaubten 1969 die Gründung ausländischer Briefkastenbanken, wodurch sich die Bahamas zu einem Zentrum für Briefkastenbanken entwickelten. Das ebenfalls in der Karibik liegende Montserrat ließ seit 1973 Private Offshore Banks zu, die von Anwaltskanzleien betreut wurden und sich international zunehmend als Instrumente der Geldwäsche, des Betrugs und Formen der Korruption herausstellten. Im Jahre 1989 gab es auf Montserrat 347 offshore banks, die den Verdacht nicht ausräumen konnten. Deshalb verfügte am 7. März 1991 die Regierung von Montserrat die Löschung von mehr als 300 Banklizenzen. Nach dem Trustgesetz von 1989 müssen auf den Bahamas registrierte Briefkastenbanken auch „auffindbar“ sein und seit 2001 auch eine „angemessene Geschäftstätigkeit“ nachweisen können. Im Oktober 1990 wurde Labuan zum Offshore-Finanzplatz erklärt. Die meisten offshore banks sind auf den Bahamas, Cayman Islands, in Bahrain, Singapur, Luxemburg, Panama und den Niederländischen Antillen beheimatet. Der Patriot Act vom Oktober 2001 machte Briefkastenbanken den mittelbaren und unmittelbaren Zugang zu Korrespondenzbanken in den USA unmöglich.
Etwa 6–8 % des weltweiten Vermögens wurden nach Schätzungen der OECD im Jahre 2007 in Offshore-Standorten verwaltet, das sind dem IWF zufolge rund 5 % des weltweiten Bruttosozialprodukts.